# Onthophagus rufobasalis
Onthophagus rufobasalis é uma espécie de inseto do género Onthophagus, família Scarabaeidae, ordem Coleoptera.
Foi descrita cientificamente por Fairmaire em 1887.